# 武島一義
武島 一義（たけしま かずよし、1899年（明治32年）3月29日 - 1975年（昭和50年）6月30日）は、日本の内務官僚。官選鳥取県知事。

## 経歴
福岡県山門郡柳河町（現・柳川市）出身。第五高等学校を卒業。1923年12月、高等試験行政科試験に合格。1924年、東京帝国大学法学部政治学科を卒業。東京市を経て、1926年、内務省に入省し宮崎県事務官となる。
以後、沖縄県、茨城県、長野県で勤務。さらに、厚生省生活課長、熊本県内政部長を歴任。
1943年7月、鳥取県知事に就任。同年9月に発生した鳥取地震の復興に尽力。1945年4月に知事を退任。同年に公職追放となり退官した。

## 著作
- 『経済保護事業』〈社会事業叢書〉常磐書房、1938年。